# Titularerzbistum Nisibis per gli Armeni
Nisibis per gli Armeni (ital.: Nisibi per gli Armeni) ist ein Titularerzbistum der römisch-katholischen Kirche, das vom Papst an Titularerzbischöfe aus der mit Rom unierten Armenisch-Katholischen Kirche vergeben wird. Der gleichnamige antike Bischofssitz lag in Mesopotamien.
| Titularerzbischöfe von Nisibis per gli Armeni |                   |                                   |                |                 |
| Nr.                                           | Name              | Amt                               | von            | bis             |
| 1                                             | Gregor Govrik CAM | Generalsuperior der Mechitaristen | 28. April 1910 | 26. Januar 1931 |